# Marche des 4'zarts
La Marche des 4'zarts est une chanson des étudiants de l'École des beaux-arts qui date de la fin du XIXe siècle, le bal des Quat'z'Arts s'étant déroulé de 1892 à 1966.
Les paroles sont de E. Sano et la musique de Ed.L. Casanova.

## Paroles
- 1 -
C'est nous qui traçons vingt trois plans pour élever un édicule

Ça fait très bien sur papier blanc

Sur le terrain ça fait bascule

Nous oublions l'escalier

Dans un hôtel de vingt étages

Et l'on doit en ce cas lier

Aux toits pour monter des cordages

En ordre égyptien de profil

Nous défilons comme une frise

Vêtu d'un pagne en gros fil

Découpé dans découpé dans une chemise
Refrain
V'là les 4 z'arts vlà les 4 z'arts ohé censeurs ohé censeurs

Cachez vos femmes et vos sœurs

C'est le courant de la folie

Entraînant la femme jolie

Le sergot papa Béranger

Gare on pourrait vous déranger

Ce sont les rapins les rapins en vadrouille

Choquant la pudeur en patrouille

Ce sont les rapins les rapins en vadrouille

Choquant la pudeur en patrouille
- 2 -
C'est nous les rapins déguisés

En pompiers de l'impressionnisme

Levons nos sabres aiguisés

Et l'étendard du classicisme

Sabrons du soleil les dieux

Douchons les feux impressionnistes

Eteignons d'un bitume odieux

Les cadmiums illuministes

Le soleil est du plus beau blanc

Vive la pose académique

Mais si l'ombre est d'un noir très franc

L'amour classique est platonique
- 3 - 
C'est nous les sculpteurs auteurs

Des èves nues et serpentines

Qui voient passer sous leur hauteur

L'homme un chapeau sur des bottines

On voit des statues s'élever

Partout sur petite ou grand'place

Nous voulons bien les enlever

Si notre salon les remplace

C'est nous les gars vêtu de peaux

Qui montrons nos formes aux belles

En sautant en faisant les beaux

Nous ramassons femmes et pelles
- 4 -
C'est nous les graveurs au burin

Qui rajeunissons la grave hure

Modelant mieux la taille au rein

Que taille douce à la gravure

Immortalisons Bourgereau

Dont le rose est un vermifuge

Si sa peinture est son bourreau

Notre gravure est son refuge

Drapons nous dans nos manteaux noirs

Laissons flotter nos toges blanches

Aux noirs et blancs les brunissoirs

Font arme et boucliers les planches.

## Sources
- Une partition (avec paroles et musique), photocopiée, conservée à la bibliothèque de l'École nationale supérieure des beaux-arts de Paris.